# Hemerotrecha minima
Espèce
Hemerotrecha minima est une espèce de solifuges de la famille des Eremobatidae.

## Distribution
Cette espèce est endémique du Texas aux États-Unis,. Elle se rencontre dans le comté de Webb.

## Description
Le mâle holotype mesure 10,0 mm.

## Publication originale
- Muma, 1951 : The Arachnid order Solpugida in the United States. Bulletin of the American Museum of Natural History, no 97, p. 31-141 (texte intégral).